# Ustilaginomycetes
Ustilaginomycetes R.Bauer, Oberw. & Vánky, (1997) è una classe di funghi basidiomiceti parassiti delle piante con circa 1400 specie riconosciute in 70 generi. Hanno un micelio con setto semplice con un cappuccio del poro settale, a differenza delle Agaricomycotina che hanno un setto doliporo con parentosoma.  Il gruppo è monofiletico (ha un antenato comune).
Questi funghi producono spesso una grande quantità di clamidospore, dette ustilagospore, riunite in masse dette ustilagosori.
Gli Ustilaginomycetes causano le malattie delle piante dette carboni e carie.